# Baardtiran
De baardtiran (Polystictus pectoralis; synoniem: Pachyramphus minimus) is een zangvogel uit de familie der tirannen (Tyrannidae).

## Kenmerken
De baardtiran is een kleine vogel van 9 centimeter. Deze soort vertoont seksuele dimorfie. Het mannetje heeft een grotendeels zwarte kop met witte baard, kaneelkleurige borst en flanken, grotendeels bruine bovendelen, witte onderdelen en zwarte poten. In tegenstelling tot het mannetje heeft het vrouwtje een grotendeels bruine kop zonder baard. Beide geslachten hebben een bleke wenkbrauwstreep (supercilium).

## Verspreiding en leefgebied
Deze vogel komt wijdverspreid voor in Zuid-Amerika en telt drie ondersoorten:
- P. p. bogotensis - westelijk Colombia (Valle del Cauca en Cundinamarca).
- P. p. brevipennis - noordoostelijk Colombia, Venezuela, de Guyana's en noordelijk Brazilië.
- P. p. pectoralis - oostelijk Bolivia, zuidelijk Brazilië, Uruguay, Paraguay en noordoostelijk Argentinië.

De natuurlijke habitat bestaat uit verschillende graslandtypes alsook droge savanne op de Cerrado en op de Gran Chaco op een hoogte tussen de 150 en 2500 meter boven zeeniveau.

## Status
De grootte van de populatie is niet gekwantificeerd, maar door habitatverlies zijn trends in populatie-aantallen dalend. Om deze redenen staat de baardtiran als gevoelig op de Rode Lijst van de IUCN.